# Sadowe (rejon basztański)
Sadowe (ukr. Садове) – osiedle na Ukrainie, w obwodzie mikołajowskim, w rejonie basztańskim, w hromadzie Horochiwśke. W 2001 liczyło 872 mieszkańców, spośród których 831 wskazało jako ojczysty język ukraiński, 40 rosyjski, a 1 bułgarski.